# Archaeotychia albiciliata
Archaeotychia albiciliata is een vlinder uit de familie van de Brachodidae. De wetenschappelijke naam voor de soort is, als Atychia albiciliata, voor het eerst gepubliceerd in 1891 door Thomas de Grey Walsingham.
De soort komt voor in het Zuid-Afrika.